# Michel Guibert
Pour les articles homonymes, voir Guibert.
Michel Guibert, né le 2 mars 1941 à Poitiers, Vienne et mort le 8 février 1993 à Paris, est un journaliste et auteur français de roman policier.

## Biographie
Après des études en biologie et une licence d'enseignement, il monte à Paris et s'occupe de la chronique scientifique au journal Notre République et de celle du cinéma à la revue Afrique. Il collabore également aux pages culturelles de L'Actualité, puis entre au magazine Le Point.  Pendant plusieurs années, il est ensuite l'attaché de presse de la collection Le Masque.
Dans la seconde moitié des années 1960, il se décide à écrire un roman policier à la suite d'un accident d'automobile qui le contraint à l'immobilité.  Longtemps resté dans ses tiroirs, L'Enlèvement de Ganymède est finalement publié au Masque, mais le comité de lecture impose à l'auteur de transformer l'amour homosexuel que porte l'inspecteur Mario Malfatti au suspect numéro un en amour hétérosexuel pour une jolie jeune femme suspectée de meurtre ...  Suivront d'autres aventures de Malfatti qui démissionne bientôt de la police pour devenir détective privé. Dans Le Vieux Monsieur aux chiens, le dernier opus de la série, qui obtient le prix du roman d'aventures en 1980, l'intrigue policière se double de la fresque sociale réaliste d'un quartier populaire.
Après 1980, Michel Guibert abandonne Mario Malfatti pour écrire trois romans policiers situés à Rome qui font la part belle à l'humour noir.  En marge de cette trilogie, il compose aussi Les Folles, un récit criminel inspiré de l'affaire Barberoux de Sanary-sur-mer, où deux vieilles demoiselles vécurent pendant trois ans avec le cadavre de leur mère qu'elle continuèrent de traiter comme une simple malade.
En 1986, il publie aussi "Les Ordinateurs qui parlent" avec son frère Jean, ancien élève de l'École Normale Supérieure (1957), agrégé et docteur es sciences physiques.

## Œuvre

### Romans

#### SérieMario Malfatti
- L'Enlèvement de Ganymède, Le Masque no 1486, 1977
- La Collection Terralotti, Le Masque no 1508, 1978
- Le Jeune Mort de Saint-Tropez, Le Masque no 1526, 1978
- Meurtre à l'Assemblée, Le Masque no 1560, 1979
- L'Enclos d'Isoline, Le Masque no 1581, 1979
- Le Vieux Monsieur aux chiens, Le Masque no 1610, 1980

### Trilogie romaine
- Piano nobile, Le Masque no 1636, 1981
- Et si on tuait Bérénice ?, Le Masque no 1705, 1982
- Le Pot-au-feu de Madame da Ponté, Le Masque no 1716, 1983

#### Autre roman
- Les Folles, Le Masque no 1659, 1981

### Novélisation
- Parole de flic, Presses de la Cité, 1985

### Autres publications
- Savoir écrire toutes les lettres, Éditions Sogemo, coll. Guides pratiques, 1989
- Savoir vivre, savoir recevoir, France-Loisirs, 1990 (en collaboration avec Pauline Delamarque)

## Prix et distinctions
- Prix du roman d'aventures 1980 pour Le Vieux Monsieur aux chiens